# Chlorid cínatý
Chlorid cínatý (E 512, SnCl2) je anorganická sloučenina, antioxidant a redukční činidlo.

## Výroba
Tato látka se vyrábí reakcí kovového cínu s kyselinou chlorovodíkovou, při této reakci vzniká i malé množství chloridu cíničitého:

| Sn + 2HCl → SnCl2 + H2 | \| \| \| \| \| \| \| \| |  |
|                        |                         |  |
|                        |                         |  |

Vzniká taktéž reakcí cínatých sloučenin, jako je oxid, hydroxid nebo uhličitan:

| SnCO3 + 2HCl → SnCl2 + H2O + CO2 | \| \| \| \| \| \| \| \| |  |
|                                  |                         |  |
|                                  |                         |  |

## Reakce
Tato látka se částečně hydrolyzuje s vodou, čímž vzniká chlorid hydroxid cínatý a kyselina chlorovodíková.
SnCl2 + H2O → Sn(OH)Cl + HCl
Chlorid hydroxid cínatý je ve vodě nerozpustný, a tak dochází k zakalení roztoku. Aby se chlorid cínatý opět rozpustil, je potřeba roztok okyselit kyselinou chlorovodíkovou.

Tato po čase reaguje s kyslíkem a vodou, zejména v roztoku:
6 SnCl2 (aq) + O2 (g) + 2 H2O (l) → 2 SnCl4 (aq) + 4 Sn(OH)Cl (s)
Chlorid cínatý se takhle po čase oxiduje a znehodnocuje.
Chlorid cínatý se chová jako redukční činidlo, je schopen redukovat nitrosloučeniny na aminosloučeniny.
Je taky schopno redukovat OH skupiny.

## Účinky na pokusných zvířatech
Látka u pokusných zvířat způsobovala řadu poruch a potíží, které zahrnovaly demineralizaci (odvápnění) kostí, poruchy krevního obrazu (snížení množství červených krvinek), akumulaci cínu ve slezině, záněty a poškození vnitřních orgánů, snížení aktivity enzymů a poškození vývoje plodu.

## Použití
SnCl2 se používá především v nápojích s oxidem uhličitým.
Kromě toho se chlorid cínatý dříve používal na výrobu fosgenoximu redukcí chlorpikrinu, kde fungoval jako redukční činidlo.

## Legislativa
V Česku není povoleno požití této látky jako přídatné látky v potravinách, protože cín je vyhláškou č. 298 (příloha 3) definován jako kontaminant. V rámci Evropské unie je použití E 512 povoleno, takže brzy lze očekávat jeho povolení i v Česku. Stejně tak i v USA je chlorid cínatý jako přídatná látka v potravinách povolen (GRAS látka).